# Dué le Quartz
Due le Quartz — японская рок-группа. Известна тем, что в ней начинал свою карьеру Мияви, популярный певец и гитарист. Группа, как и Мияви, оказала большое влияние на Visual kei.

## История
Due le Quartz была сформирована в декабре 1998 года музыкантами Сакито (вокалистом), и Кэном (гитаристом). В скором времени к ним присоединились ещё двое участников: Кикаса — бас, и Кадзуки (ex-Je*Reviens) — ударные.
Первое живое выступление группы состоялось 14 февраля в Takadanobaba Area, а следующие концерты прошли в Ikeburo Cyber. Примерно в то же время Due le Quartz впервые появляются на телевидении.
Вскоре после живого выступления в Shibuya Deseo в мае 1999 года Ken покинул группу. Через месяц к остальным участникам присоединился новый гитарист — Miyabi (Мияби).
В апреле группа выступила с живым концертом в Осаке, а в декабре вышел их первый мини-альбом, названный «Mikansei no Jekyll to Hyde ~Wakage no Hitari~». Песни группы были представлены на двух альбомах — «Tribal Millenium Arrival» и «Matina Prelude». Их следующий мини-альбом был выпущен в мае 2000 года, а первый DVD вышел в июле.
1 августа начал работу официальный фан-клуб группы, «Baby Merry». После этого вышли в свет полный альбом «Shock Edge 200», два макси-сингла: «Dear…from xxx disc-1» и «Dear…from xxx disc-2», а также второй выпуск «Jisatsu Ganbou».
Однако, в сентябре 2002 года Miyabi оставил группу с тем, чтобы начать сольную карьеру уже как Miyavi. Это событие ознаменовало собой конец творческой деятельности Due le Quartz.

## Участники
- Сакито (Sakito; род. 26 апреля 1976 года в Хиросиме) — вокалист.
- Мияби (Miyabi; род. 14 сентября 1981 года в Осаке) — гитарист.
- Кикаса (Kikasa; род. 24 января 1979 года в Нагано) — бас-гитарист.
- Кадзуки (Kazuki; род. 11 мая 1978 года в Токио) — барабанщик.

## Дискография

### Альбомы и мини-альбомы
- mikansei no JEKYLL to HYDE CD мини-альбом — 1999.11.21
- mikansei no JEKYLL to HYDE CD мини-альбом — 1999.12.25
- jisatsu ganbou CD мини-альбом — 2000.05.28
- mikansei no JEKYLL to HYDE CD мини-альбом — 2000.08.10
- jisatsu ganbou CD мини-альбом — 2001.04.25
- Rodeo CD мини-альбом — 2002.05.04
- BEST АЛЬБОМ CD альбом — 2002.09.04
- BEST АЛЬБОМ CD альбом — 2005.11.23

### Синглы и макси-синглы
- Dear from… xxx Disc.1 CD сингл — 2001.01.24
- Dear from… xxx disc 2 CD сингл — 2001.01.24
- Re: plica CD сингл — 2001.08.01
- Last title CD сингл — 2002.09.04

### VHS
- jisatsu ganbou клипы — 2000.08.00
- History разное — 2001.00.00
- MILK концерт — 2001.00.00
- Last Live концерт — 2002.00.00
- BRAINTINE концерт — 2002.01.09
- 6419461049162791 .69 концерт — 2002.01.09
- Tour [Ame to muchi o…] Final 2002.01.07 in Akasaka BLITZ концерт — 2002.07.03
- Video Clips клипы — 2002.07.03 -
- GOUHOU DRUG 2000.8.21 Shibuya on Air West концерт — 2003.02.14

### Демо
- ame to muchi o.. — 2000.03.08
- Rob Song — 2001.05.31

### Омнибус
MATINA PRELUDE CD альбом — 2000.04.26